# Sibirocosa manchurica
Sibirocosa manchurica là một loài nhện trong họ Lycosidae.
Loài này thuộc chi Sibirocosa. Sibirocosa manchurica được Yuri M. Marusik, Azarkina & Koponen miêu tả năm 2004.